# Matias Olímpio de Melo
Matias Olímpio de Melo (Barras, 15 de setembro de 1882 — Teresina, 20 de junho de 1967) foi um magistrado e político brasileiro que foi eleito governador do Piauí em 1924 exercendo também dois mandatos de senador.

## Biografia

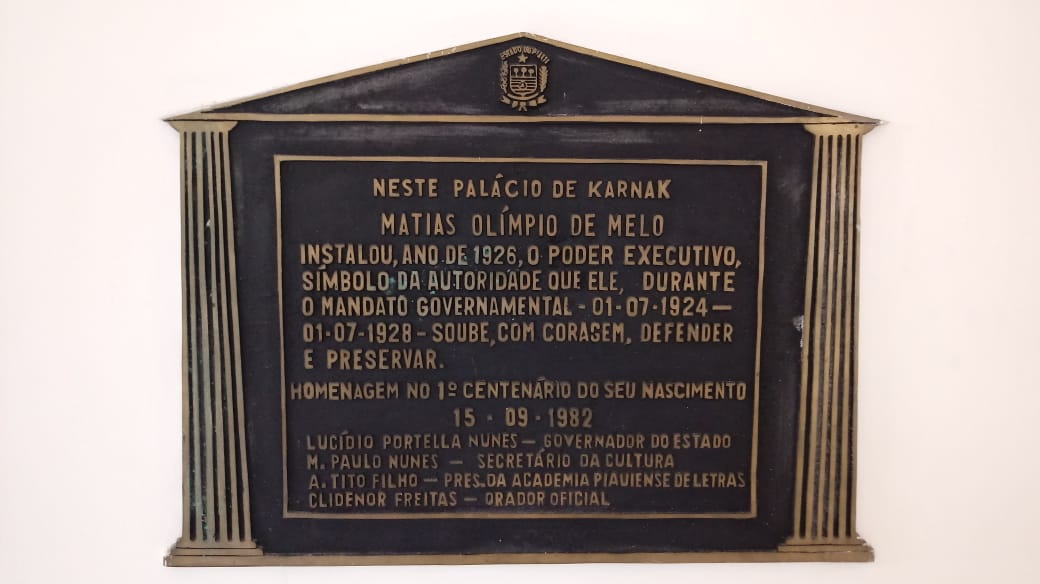
Placa sobre Matias Olimpio no Palácio de Karnak, em Teresina.

Filho de José Olímpio de Melo e Inácia Olímpio de Melo, formou-se em Direito pela Faculdade de Direito do Recife. Exerceu a função de juiz federal no Piauí, Pernambuco e Bahia e a de juiz de direito no Acre. 
Em seu Estado natal foi promotor público em Teresina, secretário de Justiça e diretor dos Correios e Telégrafos, além de jornalista e professor. 
Eleito governador do Piauí, administrou o Estado entre 1924 e 1928, só retornando ao cotidiano político após o fim do Estado Novo quando, em 1945, elegeu-se senador pela União Democrática Nacional (UDN), reelegendo-se em 1954 pelo Partido Trabalhista Brasileiro (PTB). 
Em seu primeiro mandato teve como suplente Antônio Castelo Branco Clark e, no segundo, tal vaga foi destinada a seu filho João Mendes Olímpio de Melo, a quem coube o exercício efetivo do mesmo. 
Seu neto, Guilherme Melo, foi governador do Piauí em 1994. 
Em sua honra o povoado Arraial do Saco passou a se chamar Matias Olímpio, sendo elevado à categoria de município em 1 de junho de 1954. 
Em Barras, sua cidade natal, existe uma loja maçônica que leva o seu nome: Augusta e Respeitável Loja Simbólica Matias Olimpio, jurisdicionada ao Grande Oriente do Brasil.
Matias Olímpio era também dedicado à cultura, tendo publicado alguns trabalhos interessantes. Foi o primeiro ocupante da cadeira 20 da Academia Piauiense de Letras, cuja instituição presidiu entre 1924 e 1928, ao mesmo tempo em que exercia o cargo de governador do Piauí.